# Jim McElreath
Jim McElreath (Arlington, Texas, Estados Unidos; 18 de febrero de 1928-Ibídem, 18 de mayo de 2017) fue un piloto de automovilismo de velocidad estadounidense. Corrió en el Campeonato Nacional del USAC, donde resultó subcampeón en 1966, tercero en 1963, 1965 y 1970, sexto en 1979 y séptimo en 1967. Obtuvo cinco victorias, 22 podios y 48 top 5 en 181 carreras disputadas. Nunca ganó en las 500 Millas de Indianápolis, donde acabó tercero en 1966, quinto en 1967 y 1970, y sexto en 1962, 1963 y 1974.
Su hijo James también fue piloto, y fueron la primera pareja padre-hijo en intentar clasificar a las 500 Millas de Indianápolis de 1977; James murió en una carrera de automóviles sprint en octubre de ese año. Su hija Shirley se casó con el piloto Tony Bettenhausen Jr.; los dos murieron en un accidente de avión en 2000.

## Carrera deportiva
En su juventud, McElreath corrió en óvalos en Texas mientras trabajaba como albañil. En 1960 probó suerte en los óvalos del Medio Oeste, resultando séptimo en la IMCA Sprint Car y quinto en 1961. Ese año realizó sus primeras cuatro apariciones en el Campeonato Nacional del USAC, logrando el tercer puesto en su debut en la Hoosier Hundred en Indiana State Fairgrounds y cuarto en Arizona State Fairgrounds.
El piloto llegó sexto en su debut en las 500 Millas de Indianápolis de 1962, donde fue Novato del Año. Obtuvo en total un tercer puesto en la Hoosier Hundred, dos quintos y dos sextos, de modo que terminó octavo en el Campeonato Nacional del USAC. En 1963 fue segundo en Langhorne, tercero en Sacramento y Arizona State Fairgrounds, y cuarto en las 100 y las 200 Millas de Trenton. Además repitió el sexto puesto en las 500 Millas de Indianápolis. Por tanto, se colocó tercero en el campeonato luego de A.J. Foyt y Rodger Ward.
El texano disputó nueve carreras del Campeonato Nacional del USAC 1964, obteniendo un cuarto y un quinto puesto. Esto lo relegó a la 18.ª posición en la tabla general. McElreath ganó tres carreras en 1965: las 100 Millas de Trenton, y las 100 y 125 Millas de Langhorne. Además fue segundo en las 150 Millas de Phoenix y en DuQuoin, y tercero en las 200 de Trenton y en Milwaukee. Así, se colocó tercero en el campeonato, por detrás de Mario Andretti y Foyt.
En 1966, llegó tercero en las 500 Millas de Indianápolis, por detrás de los británicos Graham Hill y Jim Clark. Además ganó las 150 Millas de Phoenix, fue segundo en las 100 Millas de Langhorne, y tercero en las 150 de Trenton, Hoosier Grand Prix y 200 Millas de Phoenix. Por tanto, acabó segundo en el campeonato, lejos de las ocho victorias de Andretti. El piloto obtuvo en 1967 tres cuartos puestos y tres quintos, uno de ellos en las 500 Millas de Indianápolis. Así, se ubicó séptimo en la clasificación final.
McElreath disputó solamente 13 carreras de las 28 del Campeonato Nacional del USAC 1968. Sus mejores resultados fueron quinto en las 250 Millas de Hanford y sexto en las 200 Millas de Phoenix, por lo que obtuvo la 22ª posición general. En 1969 corrió 11 carreras de 24, obteniendo un séptimo puesto, un octavo y dos novenos, que lo relegaron a la 26ª colocación final.
El texano participó en nueve carreras de las 18 de 1970. Venció en las 500 Millas de California en Ontario, llegó tercero en Springfield, y quinto en las 500 Millas de Indianápolis y la Bobby Ball 150 de Phoenix. Eso le bastó para resultar tercero en el campeonato, por detrás de los hermanos Al Unser y Bobby Unser. McElreath siguió corriendo esporádicamente en la década de 1970. En 1973 obtuvo un cuarto puesto y un quinto, en 1974 fue cuarto en la primera carrera preliminar de Ontario, y en 1977 fue quinto en Michigan.
El texano disputó cinco de las siete carreras del Campeonato Nacional del USAC 1979, llegando segundo en la primera edición de las 500 Millas de Pocono. Junto a dos novenos puestos, se colocó sexto en el campeonato. A los 52 años de edad, el piloto alternó carreras de la USAC y la CART, logrando un sexto puesto en México. Su última carrera fue DuQuoin 1983, donde abandonó por rotura del motor. En 1984 no clasificó a la primera fecha de la CART, tras lo cual se retiró como piloto. Falleció el 18 de mayo de 2017 a los 89 años de edad en su ciudad natal.